# 津村重光
津村 重光（つむら しげみつ、1947年（昭和22年）11月16日 - ）は、日本の政治家。第22 - 25代宮崎市長（1994年 - 2010年）。宮崎県宮崎市出身。

## 略歴
宮崎大学学芸学部附属中学校、ラ・サール高等学校、京都大学法学部卒業。
1971年旭化成に入社。1975年宮崎県議会議員（民社党）に初当選。1990年辞職し宮崎市長選に出馬するが落選、1994年2月に再度宮崎市長選に挑み初当選。

### 2006年宮崎市長選挙
2006年1月29日、同月1日に宮崎市に編入された佐土原町の町長だった戸敷正ら新人2人を破って、4選を果たした。
※当日有権者数：291,140人 最終投票率：53.67%（前回比：-pts）
| 候補者名 | 年齢 | 所属党派   | 新旧別 | 得票数   | 得票率 | 推薦・支持 |
| -------- | ---- | ---------- | ------ | -------- | ------ | ---------- |
| 津村重光 | 58   | 無所属     | 現     | 79,986票 | 51.4%  | -          |
| 戸敷正   | 53   | 無所属     | 新     | 70,176票 | 45.1%  | -          |
| 松本隆   | 44   | 日本共産党 | 新     | 5,369票  | 3.5%   | -          |

2010年の市長選を期に政界から引退した。同年の市長選では地域コミュニティ税廃止を掲げた戸敷が当選した。
2023年、旭日中綬章受章。2024年、宮崎市名誉市民に選ばれる。

## 実績
主な実績として人口50万規模の「大宮崎市構想」の下に進めた宮崎市の中核市への移行（1998年）、田野町、高岡町、佐土原町の編入（2006年）、清武町との合併調印がある。
3期目はイオンモール宮崎の出店問題（2001年-2002年）、4期目は橘通り（国道220号）を3車線から2車線へとし残りの1車線を公園化する構想（2009年に事実上断念）、地域コミュニティ税の導入（2009年）など市を二分する議論が相次いだ。

## 著書
- 『津村重光の本 ある団塊世代半世紀の軌跡』（鉱脈社、2002年）
- 『我　事において後悔せず』(宮日文化情報センター、2015年)